# Motorvägskorsning

Fyrklöverkorsning.

En motorvägskorsning är en trafikplats där mer än en motorväg är inblandad och där det finns möjlighet att byta väg. Motorvägskorsningar har funnits sedan åtminstone 1912, då det första patentet för ett korsningssystem beslutades. Korsningar för motorvägar underlättar för trafik att ta sig på och av motorvägar, samt att byta mellan olika befintliga motorvägar.

## Typer
Man kan skilja på två huvudsakliga typer av korsningar (som i sin tur kan utformas i olika former): servicekorsningar och systemkorsningar. En servicekorsning ansluter mellan en motorväg (eller annan väg med hög hastighet) å ena sidan och ett mer lokalt gatunät. En systemkorsning ansluter mellan två eller flera system av motorvägar, ofta genom olika ramper och andra anslutningskonstruktioner.

### Utformningar
Det finns flera olika typer av utformningar av motorvägskorsningar, till exempel:
- Diamant: En typ av servicekorsning med fyra ramper med påfarter och avfarter till och från motorvägen. Är relativt billiga att bygga och använder lite mark och material. Har funnits sedan 1941 då de första dök upp i Los Angeles längs Pasadena-motorvägen.[1]

- Fyrklöver (eller klöverblad) är en systemkorsning och används där två motorvägar ansluter till varandra. Samtliga trafikanter som vill svänga vänster får svänga höger 3/4 varv. Fördelen med utformningen är att trafiken hela tiden kan röra sig och att man inte behöver anlägga några trafiksignaler. En nackdel med utformningen är att den tenderar att leda till trafikstockningar då den bygger på att fordon behöver byta filer. Fyrklöver-korsningen har funnits sedan åtminstone 1928, då en sådan korsning byggdes i Woodbridge i New Jersey.[1]
- Dubbeltrumpet är en fyrvägskorsning med två trumpetkorsningar ihopbyggda i varandra. En trumpetkorsning är en trevägsmotorvägskorsning av standardtyp.
- Väderkvarn är en modell som kräver fem broar. Den medger högre hastigheter än fyrklövern men inte lika höga som malteserkorset eller turbinmodellen. Väderkvarn i ren form är sällsynt. Däremot kan inslag av den finnas i motorvägskryss som i övrigt bygger på någon annan modell. Skillnaden mot malteserkorset är att påfarterna från vänstersvängar är före korsande motorväg (man slipper extra broar på detta sätt) och därmed alltid har egen påfart. I de typiska malteserkorsen förenas vänstersvängen med en högersväng från andra hållet före påfarten på målvägen.
- Turbin är en variant som medger höga hastigheter men som kräver hela nio broar, vilka dock är av betydligt enklare slag än malteserkorsets.

Det är vanligt med blandningar av dessa typer, till exempel mellan fyrklöver och malteserkors eller fyrklöver och väderkvarn.
Det är egentligen sättet att svänga till vänster i korsningen som varierar, som alltså är svårt att lösa och löses på olika sätt. Högersvängar är normalt löst ungefär likadant i alla typer. I Sverige har man extra ofta byggt motorvägskorsningar med blandningar mellan vänstersvängtyp beroende på trafikflöde i varje vänstersväng. I andra länder som Tyskland har man varit mer standardiserad, med fyrklöver som vanligaste variant.
Vid "trevägs-motorvägskorsningar", i Tyskland kända som Autobahn-Dreieck, är den vanligaste trafikplatstypen den s.k. trumpetkorsningen, där den ena motorvägen börjar/slutar vid trafikplatsen. Den innehåller en bro och en 270-gradssväng. Varianter utan klöverramp är:
- Gaffeln, där två vägar förgrenas som ett Y
- den fullständiga korsningsvarianten dubbelgaffeln eller halva malteserkorset, hälften av varianten i fyrvägskorsningen.

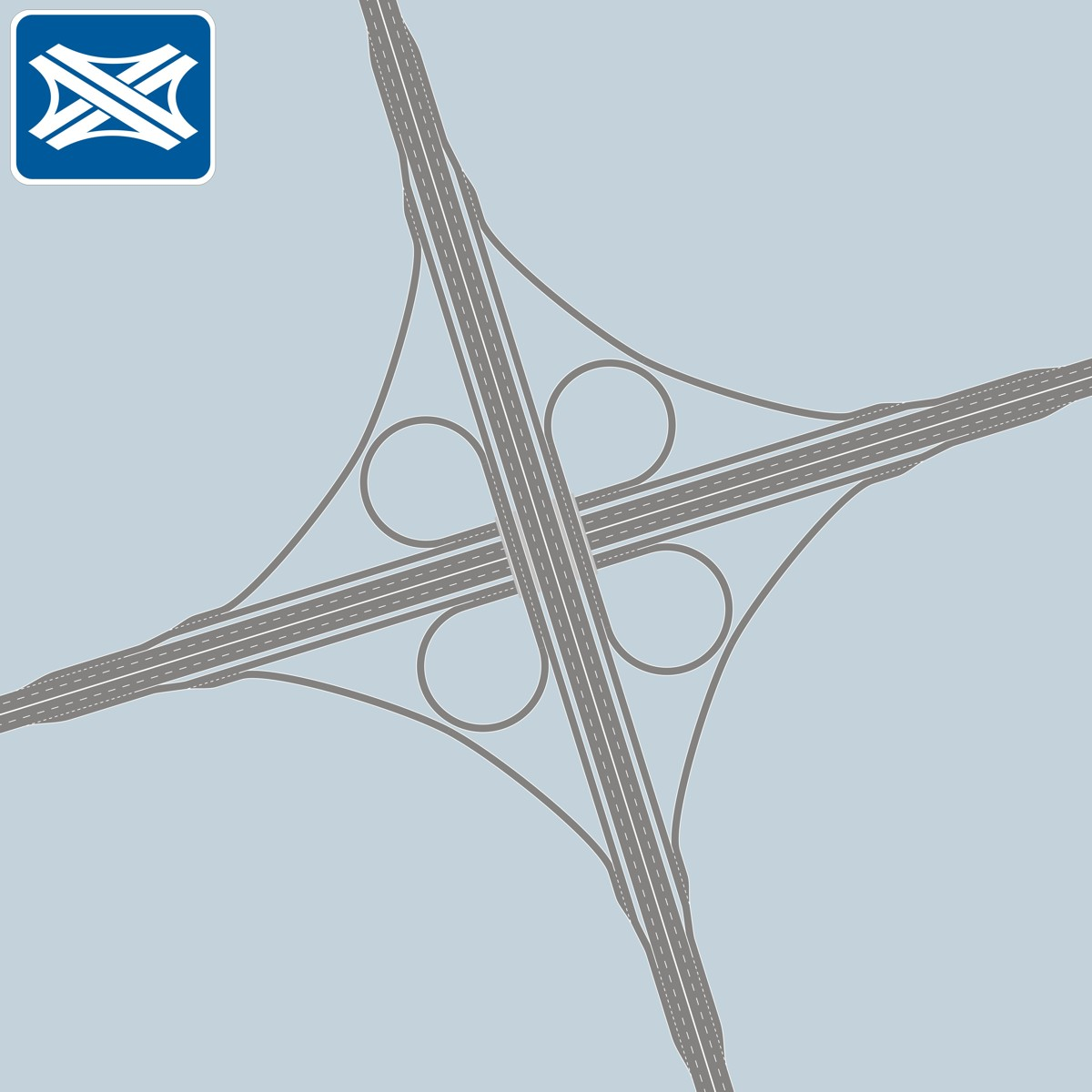
Skiss på en motorvägskorsning av fyrklövertyp
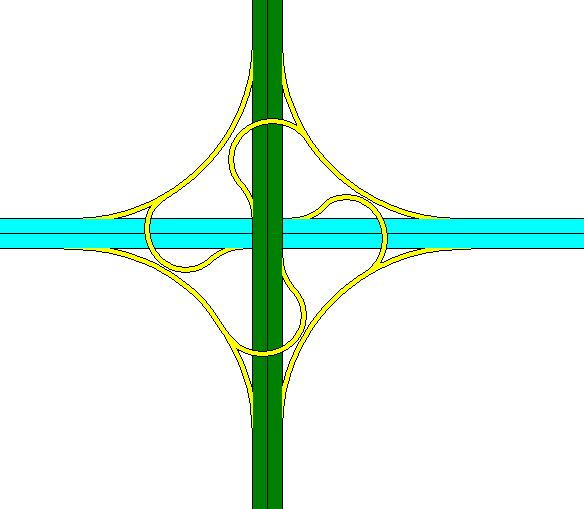
Väderkvarnsmodellen, sällsynt i ren form
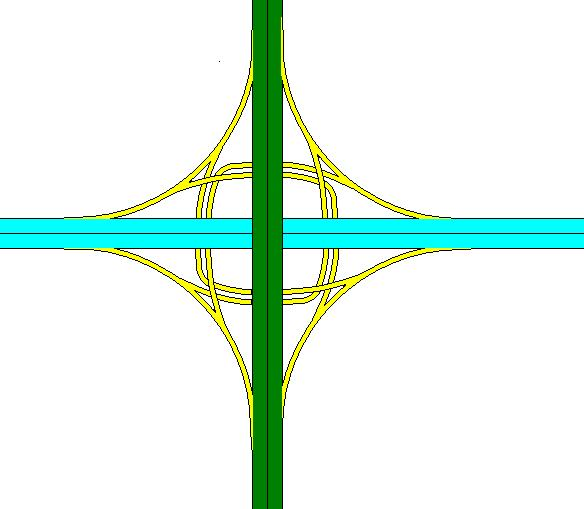
Turbin
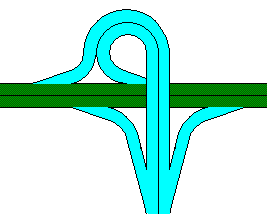
Skiss på en trumpetkorsning
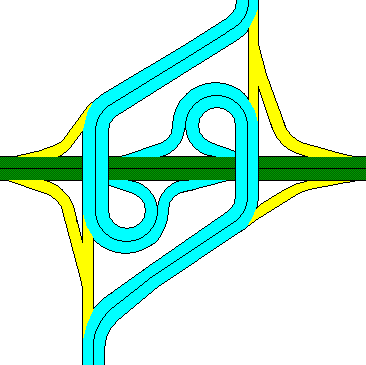
Skiss på en motorvägskorsning av dubbeltrumpettyp